# Championnat de Maurice de football 2002
Navigation
Saison précédente Saison suivante
La saison 2002 de Barclays League est la cinquante-neuvième édition de la première division mauricienne. Les douze meilleures équipes du pays s'affrontent en matchs aller et retour au sein d'une poule unique. À la fin du championnat, le dernier du classement est relégué et remplacé par la meilleure équipe de deuxième division. 
C'est le club de l'AS Port-Louis 2000 qui a été sacré champion de Maurice pour la première fois de son histoire. Le club de Port-Louis, termine en tête du classement final du championnat, avec neuf points d'avance sur l'US Beau-Bassin/Rose Hill et vingt-et-un sur le Faucon Flacq SC. Le tenant du titre, Olympique de Moka, ne termine qu'à la 10e place, à 38 points du champion.

L'AS Port-Louis 2000 se qualifie pour la Ligue des champions de la CAF 2003.

## Les équipes participantes
| - AS Port-Louis 2000 - AS Quatre-Bornes - AS Rivière du Rempart - AS de Vacoas-Phoenix - Promu de D2 - Curepipe Starlight SC - Faucon Flacq SC | - Grand Port United Mahébourg FC - Maurice Espoir (les moins de 21 ans) - Olympique de Moka - Pamplemousses SC - Savanne SC - Promu de D2 - US Beau-Bassin/Rose Hill |

## Classement
Le classement est établi sur le barème de points classique (victoire à 3 points, match nul à 1, défaite à 0).
| Rang | Équipe                      | Pts | J  | G  | N | P  | Bp | Bc | Diff |
| ---- | --------------------------- | --- | -- | -- | - | -- | -- | -- | ---- |
| 1    | AS Port-Louis 2000 (C)      | 61  | 22 | 20 | 1 | 1  | 71 | 16 | +55  |
| 2    | US Beau-Bassin/Rose Hill    | 52  | 22 | 16 | 4 | 2  | 58 | 23 | +35  |
| 3    | Faucon Flacq SC             | 40  | 22 | 11 | 7 | 4  | 39 | 17 | +22  |
| 4    | AS Rivière du Rempart       | 36  | 22 | 10 | 6 | 6  | 32 | 22 | +10  |
| 5    | Savanne SC (P)              | 29  | 22 | 9  | 2 | 11 | 30 | 38 | -8   |
| 6    | Maurice Espoir              | 26  | 22 | 7  | 5 | 10 | 23 | 25 | -2   |
| 7    | Curepipe Starlight SC       | 26  | 22 | 7  | 5 | 10 | 23 | 30 | -7   |
| 8    | AS de Vacoas-Phoenix (P)    | 25  | 22 | 6  | 7 | 9  | 34 | 34 | 0    |
| 9    | Grand Port United Mahébourg | 24  | 22 | 6  | 6 | 10 | 20 | 31 | -11  |
| 10   | Olympique de Moka (T)       | 23  | 22 | 7  | 2 | 13 | 29 | 56 | -27  |
| 11   | AS Quatre-Bornes            | 19  | 22 | 5  | 4 | 13 | 22 | 50 | -28  |
| 12   | Pamplemousses SC            | 8   | 22 | 1  | 5 | 16 | 21 | 60 | -39  |

| Légende : Qualifications et relégations | Légende : Qualifications et relégations                                                       |
| --------------------------------------- | --------------------------------------------------------------------------------------------- |
|                                         | Qualification pour la Ligue des champions de la CAF 2003                                      |
|                                         | Qualification pour la Coupe des Coupes 2003                                                   |
|                                         | Relégation directe en deuxième division                                                       |
|                                         | (T) : Tenant du titre (P) : Promu de deuxième division (C) : Vainqueur de la Coupe de Maurice |

## Bilan de la saison
| Championnat de Maurice de football 2002 |                                |
| Champion                                | AS Port-Louis 2000 (1er titre) |
| Coupes et trophées                      |                                |
| Vainqueur de la Coupe de Maurice 2002   | AS Port-Louis 2000             |
| Qualifications continentales            |                                |
| Ligue des champions de la CAF 2003      | AS Port-Louis 2000             |
| Coupe des Coupes 2003                   | Olympique de Moka              |
| Promotions et relégations               |                                |
| Promus en Barclays League               | Quatre Bornes Sodnac United    |
| Relégués en First League                | Pamplemousses SC               |